# MBASIC

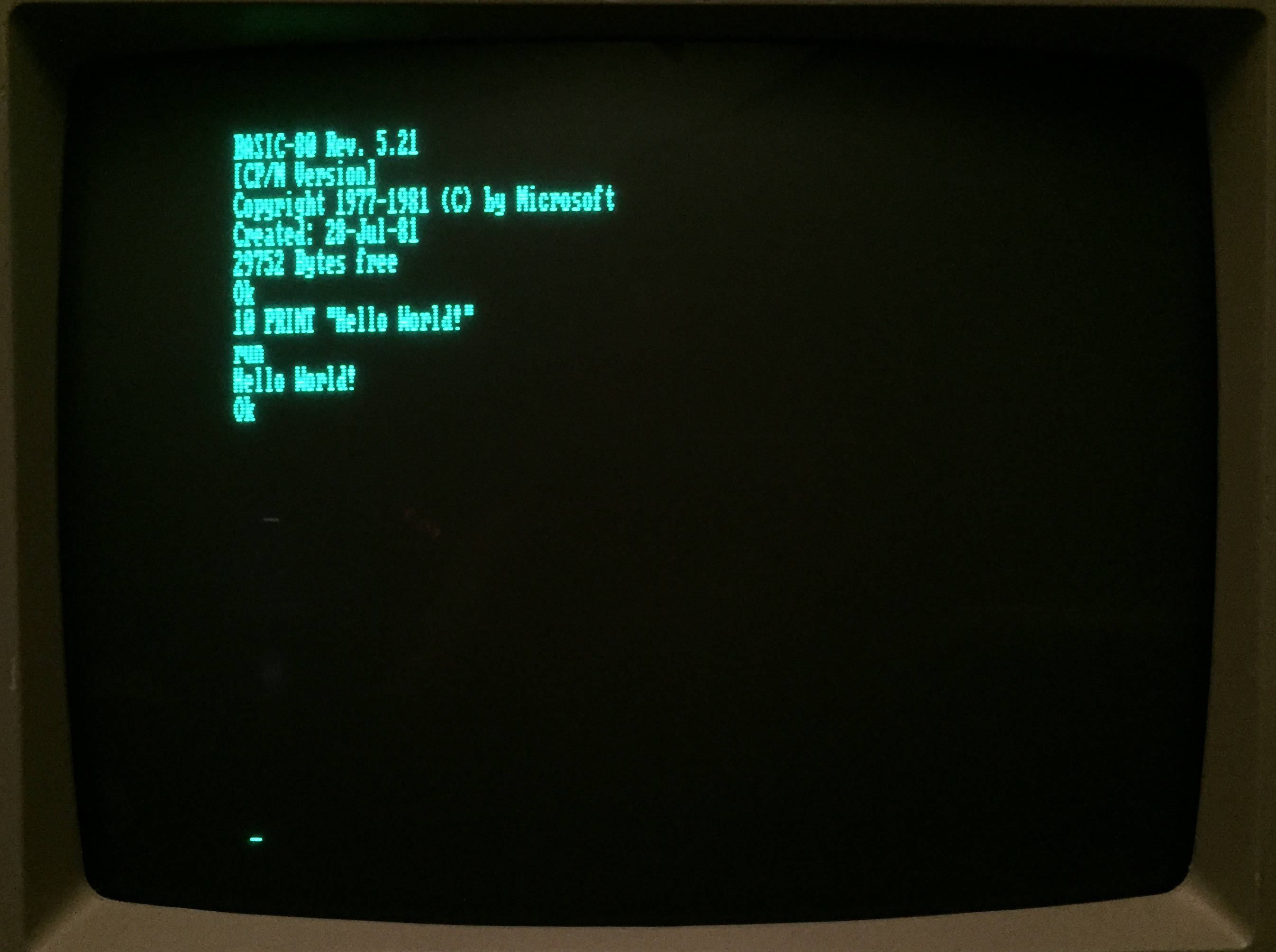
MBasic 5.21 auf einem CP/M Z80 System, typisch für diese Zeit dargestellt auf einem grünen Monochrommonitor.

MBASIC ist die Microsoft-BASIC-Implementierung der Programmiersprache BASIC für das Betriebssystem CP/M auf dem 8-bit-Intel-8080-Prozessor. MBASIC ist eine Weiterentwicklung des ursprünglichen Altair-BASIC-Interpreters, der zu Microsofts ersten Produkten gehörte und auf dem Altair 8800 Computer lief. MBASIC war Bestandteil zahlreicher Software-Pakete, die mit CP/M-Computern ausgeliefert wurden, darunter Osborne 1, Osborne Executive, Kaypro und andere.
MBASIC ist ein Interpreter. Der Compiler BASCOM, ebenfalls von Microsoft, verarbeitet jedoch fast die gleiche Sprache. Oft wurde Software unter MBASIC erstellt und getestet und dann anschließend per BASCOM in Maschinensprache übersetzt, die dann ausgeliefert wurde.